# Dikter om ljus och mörker
Dikter om ljus och mörker är en diktsamling av Harry Martinson utgiven 1971. Den nominerades till Nordiska rådets litteraturpris.